# 中濃公設地方卸売市場
中濃公設地方卸売市場（ちゅうのうこうせつちほうおろしうりしじょう）は、岐阜県関市にある地方卸売市場である。

## 概要
生鮮食料品等の取引の適正化とその生産及び流通の円滑化を図り、もって市民の生活の安定に資するために設置された施設である。1990年（平成2年）4月2日開設。主に青果を取り扱う。
指定管理者制度を導入しており、中濃青果株式会社が指定管理者であったが、2025年からは関市の直営となっている。
2025年4月20日に卸売業務を担当していた中濃青果が経営悪化で事業停止となったため、同年4月21日から新たな卸売業者が決まるまで卸売場を一時休止としている。卸売場以外の付属店舗は営業を継続する。

## 卸売業者
中濃青果株式会社が唯一の卸売業者であった。

## 交通アクセス

### 公共交通機関
- 長良川鉄道越美南線「関駅」下車、徒歩で約15分。
- 関市内巡回バス「関市役所・わかくさプラザ」バス停下車、徒歩で約5分

## 周辺施設
- 関市役所
- わかくさ・プラザ
  - 関市総合体育館
  - 関市学習情報館
  - 関市総合福祉会館
- JAめぐみの本店
- 関信用金庫本店